# La Tigra (película de 1954)
La Tigra es una película dramática argentina en blanco y negro dirigida en 1954 por Leopoldo Torre Nilsson con guion de Carlos Alberto Orlando sobre la obra teatral de Florencio Sánchez del mismo nombre, que tuvo problemas con la censura en Argentina y recién pudo estrenarse comercialmente en cines el 10 de septiembre de 1964. Los papeles protagónicos correspondieron a Diana Maggi, Duilio Marzio, Raúl del Valle y Elcira Olivera Garcés.

## Sinopsis
La película narra el encuentro de "La Tigra", una mujer conocida por ese apodo en los cafetines de la zona portuaria por su carácter y su garras afiladas, y Luis, un estudiante de Bellas Artes. Allí nacerá una relación fuerte, apasionada y forzosamente breve durante la cual cada uno de ellos se asomará al mundo del otro, hasta entonces desconocido, sin poder superar la hostilidad del mismo. Luis no quiere o no puede abandonar su estabilidad burguesa y "La Tigra" es incapaz de salir de un medio en el cual es figura dominante el malevo Olivera.

## Prohibición y estreno
Al finalizar el rodaje la autoridad administrativa calificó la película como prohibida para menores de 18 años y alegando "baja calidad" y moralina encubierta la excluyó del régimen de exhibición obligatoria con el que se protegía la producción nacional. Circuló en circuitos alternativos, se exhibió con algunos cortes por Canal 9 de televisión en el programa Sábados circulares de Nicolás Mancera el 17 de marzo de 1962 y se estrenó comercialmente con cortes el 10 de septiembre de 1964. Tras 30 años de no conocer su paradero, se recuperó una copia de un depósito santafecino, exhibiéndose en el Cine Club Núcleo en 1994.

## Críticas
A propósito de su exhibición en Cineclub Núcleo, Daniel López en el diario La Razón opinó:

"resultó un mal filme... Los diálogos son imposibles de digerir, las actuaciones secundarias son espantosas…y un precario acabado técnico. A favor, algunos pocos e intensos momentos de intimidad, algunas tomas sin diálogo... la feliz descripción de un ambiente popular dominado por una mujer... anticipos del gran Torre Nilsson que sería en pocos años."

El crítico Fernando Peña escribió:

"Una comparación minuciosa entre el film y el guion (realizada por Paraná Sendrós y publicada en 1995) demuestra hasta dónde la puesta en escena mejoró la adaptación más bien pedestre de Carlos Alberto Orlando. El talento de Nilsson para crear ambientes con imágenes poderosas se percibe desde el comienzo, en una larga escena muda y puramente descriptiva que muestra a La Tigra regresando a su pieza en la mañana, tras recorrer la ribera en busca de clientes. También es interesante el modo en que está planteado el vínculo entre La Tigra y Olivera, que es el hombre que la explota y la castiga, pero a pesar de todo ello es, de un modo casi trágico, su hombre. Y desde luego hay una genuina emoción en las escenas entre La Tigra y el joven estudiante, pero eso no es sólo mérito de Nilsson sino también de Diana Maggi, que sabía manejar la intensidad necesaria para encarnar semejante protagónico. Nilsson amplió la sordidez del ambiente de la obra original introduciendo fugazmente diálogos y situaciones con referencias al lesbianismo (“Pan con pan...”) y al consumo de drogas, además de una escena de tremenda y muy verosímil violencia entre Olivera y La Tigra.

## Pérdida y recuperación de copias
Los negativos originales de La Tigra estuvieron perdidos y durante varios años se consideró que no existía ninguna copia del filme. En 1994 la Filmoteca Buenos Aires comenzó a exhibir una copia en 16mm., algo incompleta, localizada en Santa Fe y en 2001 Isabel Sarli donó a la filmoteca una copia mejor y sin cortes, en excelente estado de conservación, a partir de la cual se hizo un nuevo negativo por ampliación y luego la copia en 35mm. que está en poder del Instituto Nacional de Cine y Artes Audiovisuales.

## Reparto
Participaron en el filme los siguientes intérpretes:
- Diana Maggi	... 	La Tigra
- Duilio Marzio	... 	Luis Aráoz
- Raúl del Valle	... 	Olivera
- Elcira Olivera Garcés	... 	Magda
- Élida Dey	... 	Zulema
- Lina Bardo
- Carlos A. Dusso
- Manuel Sucher
- Silvana Mariscal
- Teresita Pintos
- Anita Beltrán
- Elsa Roza
- Blanca Lafont
- Margarita Lazarte
- Chichi Lazarte
- Justo Martínez González
- Héctor Achával
- Guillermo Fernández Jurado
- Leopoldo Torre Nilsson
- Paulina Fernández Jurado